# ادوار گودفروا
ادوار گودفروا (انگلیسی: Evrard Godefroid; ۲۹ ژوئن ۱۹۳۲ – ۳۱ دسامبر ۲۰۱۳) دوچرخه‌سوار اهل بلژیک بود.